# 日光そばまつり
日光そばまつり（にっこうそばまつり）とは、2002年より2019年まで毎年11月に栃木県日光市の日光だいや川公園にて開催されていた蕎麦を主体とした観光イベントである。

## 概要
日本各地の蕎麦コーナーには多数のブースが設けられ、日光市内をはじめ、北海道、福島、広島などから約20店の参加店があり、各地の味を食べ歩くことができる。開催は土日を含めた3 - 4日間。
そば以外にも日光市内や日光市と姉妹都市の物産展や観光案内、郷土芸能などのアトラクションも開催される。
また、「全国素人そば打ち段位認定大会」（日光市内の体育施設などを使用、要事前申込）、今市大通りアーケード街にて"焼き"そばまつり（期間中1日のみ）も開催される。
2019年開催では日光市内からのそば店出店が2店のみとなったことにより「日光のそば」をPRする本来の目的が果たせなくなったことや、集客型飲食イベントのため感染対策が困難なことから2022年7月11日までに日光市と日光市議会、日光商工会議所などによる実行委員会が「日光そばまつり」の廃止を決定し公表した。実行委員会は解散する。

### 年表
- 2002年に今市市にて「第8回日本そば博覧会」の開催をきっかけに、「今市そばまつり」が開始された
- 2006年3月20日に今市市が旧日光市などと新設合併し日光市になったのに伴い同年より「日光そばまつり」に名称変更[2]
- 2009年までは10月下旬から11月上旬に開催されていた[3]、2010年より新そばの時期である11月下旬開催に変更された[4]
- 2020年と2021年は新型コロナウイルス感染症 (2019年)感染拡大防止のために開催中止[5]
- 2022年7月11日、「日光そばまつり」の廃止を決定[1]

## アクセス
出典
公共交通機関
- JR日光線今市駅、日光駅、東武日光線下今市駅、鬼怒川線鬼怒川温泉駅などから無料シャトルバス運行

自家用車
- 近くの大谷川河川敷などに臨時駐車場を開設し、無料シャトルバス運行